# Liste der Kulturgüter in Egnach
Die Liste der Kulturgüter in Egnach enthält alle Objekte in der Gemeinde Egnach im Kanton Thurgau, die gemäss der Haager Konvention zum Schutz von Kulturgut bei bewaffneten Konflikten, dem Bundesgesetz vom 20. Juni 2014 über den Schutz der Kulturgüter bei bewaffneten Konflikten sowie der Verordnung vom 29. Oktober 2014 über den Schutz der Kulturgüter bei bewaffneten Konflikten unter Schutz stehen.
Objekte der Kategorien A und B sind vollständig in der Liste enthalten, Objekte der Kategorie C fehlen zurzeit (Stand: 1. Januar 2023).

## Kulturgüter
| Foto |                                                                          | Objekt                                        | Kat. | Typ | Standort                                         | Beschreibung |
| ---- | ------------------------------------------------------------------------ | --------------------------------------------- | ---- | --- | ------------------------------------------------ | ------------ |
| BW   | Datei hochladen · Wikidata zu Bauernhaus Schär mit Speicher (Q29525836)  | Bauernhaus Schär mit Speicher KGS-Nr.: 04969  | A    | G   | Steinebrunn, Ackermannshub 4, 4a 744199 / 266649 |              |
| ja   | Datei hochladen · Wikidata zu Bohlenständerhaus (Q29525843)              | Bohlenständerhaus KGS-Nr.: 04975              | A    | G   | Neukirch, Erdhausen 22 744892 / 266611           |              |
| BW   | Datei hochladen · Wikidata zu Bauernhaus (Q29882732)                     | Bauernhaus KGS-Nr.: 04970                     | B    | G   | Balgen 4 743934 / 264125                         |              |
| BW   | Datei hochladen · Wikidata zu Bauernhaus (Q29882733)                     | Bauernhaus KGS-Nr.: 04971                     | B    | G   | Birmoos 3 744569 / 265604                        |              |
| BW   | Datei hochladen · Wikidata zu Bauernhaus (Q29882735)                     | Bauernhaus KGS-Nr.: 04972                     | B    | G   | Buberg 2 746151 / 265272                         |              |
| BW   | Datei hochladen · Wikidata zu Bauernhaus (Q29882726)                     | Bauernhaus KGS-Nr.: 04973                     | B    | G   | Buberg 1 746070 / 265294                         |              |
| BW   | Datei hochladen · Wikidata zu Bauernhaus (Q29882737)                     | Bauernhaus KGS-Nr.: 04974                     | B    | G   | Bündt 1 744578 / 264646                          |              |
| BW   | Datei hochladen · Wikidata zu Bauernhaus (Q29882739)                     | Bauernhaus KGS-Nr.: 04977                     | B    | G   | Maihausen 1 747083 / 266141                      |              |
| BW   | Datei hochladen · Wikidata zu Bauernhaus (Q29882728)                     | Bauernhaus KGS-Nr.: 04978                     | B    | G   | Langgreut 7, 7a 744429 / 267547                  |              |
| ja   | Datei hochladen · Wikidata zu Evangelische Kirche (Q29882755)            | Evangelische Kirche KGS-Nr.: 04979            | B    | G   | Amriswilerstrasse 1.5 745390 / 265996            |              |
| ja   | Datei hochladen · Wikidata zu Schloss Luxburg (Q29882758)                | Schloss Luxburg KGS-Nr.: 04981                | B    | G   | Schlossweg 3 746356 / 268188                     |              |
| ja   | Datei hochladen · Wikidata zu Katholische Galluskapelle (Q29882749)      | Katholische Galluskapelle KGS-Nr.: 04982      | B    | G   | Kapellenweg 4 743409 / 266592                    |              |
| BW   | Datei hochladen · Wikidata zu Wohnhaus (Q134312656)                      | Wohnhaus KGS-Nr.: 05008                       | B    | G   | Attenreute 5 744925 / 265316                     |              |
| ja   | Datei hochladen · Wikidata zu Katholische Kirche Winzelnberg (Q29882750) | Katholische Kirche Winzelnberg KGS-Nr.: 10950 | B    | G   | Winzelnbergstrasse 17 744316 / 266350            |              |
| ja   | Datei hochladen · Wikidata zu Bauernhaus (Q29882730)                     | Bauernhaus KGS-Nr.: 10953                     | B    | G   | Erdhausen 20 744885 / 266617                     |              |
| ja   | Datei hochladen · Wikidata zu Bauernhaus (Q29882742)                     | Bauernhaus KGS-Nr.: 13674                     | B    | G   | Amriswilerstrasse 66 743368 / 266600             |              |
| ja   | Datei hochladen · Wikidata zu Messmerhaus / Benefiziatenhaus (Q29882752) | Messmerhaus, Benefiziatenhaus KGS-Nr.: 13675  | B    | G   | Kapellenweg 2 743391 / 266579                    |              |
| ja   | Datei hochladen · Wikidata zu Bauernhaus (Q29882741)                     | Bauernhaus KGS-Nr.: 13677                     | B    | G   | Erdhausen 18 744869 / 266642                     |              |
| BW   | Datei hochladen · Wikidata zu Wohnhaus (Q29882760)                       | Wohnhaus KGS-Nr.: 13678                       | B    | G   | Raach 1 744688 / 263730                          |              |
| ja   | Datei hochladen · Wikidata zu Evangelisches Pfarrhaus (Q29882756)        | Reformiertes Pfarrhaus KGS-Nr.: 13679         | B    | G   | Amriswilerstrasse 3 745353 / 266017              |              |